# Ana Erazo
Ana Leidy Erazo Ruíz (Cali, 21 de septiembre de 1985) es una líder social, urbanista y politóloga colombiana. Actualmente es concejal de Cali.

## Biografía
Ana Erazo es graduada de la Normal de señoritas en Cali, para luego ser UTL del senador Jesús Alberto Castilla en su juventud, volvió a Cali a retomar trabajo social.